# Slabtown (The Walking Dead)
Slabtown é o quarto episódio da quinta temporada da série de televisão do gênero terror pós-apocalíptico The Walking Dead. O episódio foi ao ar originalmente em 2 de novembro de 2014 na AMC, nos Estados Unidos. No Brasil, foi exibido em 4 de novembro do mesmo ano, no canal Fox Brasil. Foi dirigido por Michael E. Satrazemis e escrito por Matthew Negrete e Channing Powell.
O episódio é marcado pelo retorno da personagem Beth Greene (Emily Kinney), vista pela última vez em Alone, na quarta temporada. Na história, Beth encontra-se em um hospital em funcionamento em Atlanta, depois de ser sequestrado na temporada anterior. Ela descobre que o hospital está sob um sistema rigorosamente executado, e planeja lentamente sua fuga.

## Enredo
Beth Greene (Emily Kinney) desperta no Hospital Grady Memorial, em Atlanta, e é recebida por dois sobreviventes, a Oficial Dawn Lerner (Christine Woods) e o Dr. Steven Edwards (Erik Jensen). Dawn Lerner explica que os policiais encontraram Beth inconsciente na beira de uma estrada, cercada por "patifes" (a forma como eles chamam os zumbis), e que salvou a vida dela. Dawn lerner diz a Beth que, como regra do hospital, ela deve reembolsá-los com seu trabalho, e ela é atribuída a ajudante do Dr. Edwards, como enfermeira. Ela e Dr. Edwards são chamados para cuidar de um novo paciente, Gavin. Dr. Edwards imediatamente diz que Gavin é uma causa perdida, mas Dawn Lerner insiste que ele deve tentar salvá-lo.
Mais tarde, Beth e Dr. Edwards cuidam de outra paciente, Joan (Keisha Castle-Hughes), que foi mordida durante uma tentativa de escapar do hospital. Apesar dos pedidos de Joan para ser deixada para morrer, Dawn Lerner dá ordens a Dr. Edwards de amputar o braço de Joan, para evitar que a infecção se espalhe por seu corpo. Beth encontra um outro funcionário do hospital chamado Noah (Tyler James Williams), que avisa a ela que Dawn e seus diretores são mais sinistros do que parecem. Ele confia em Beth, contando que ele tem a intenção de escapar do hospital, quando for a hora certa, e voltar para sua família em Richmond, na Virginia. Joan recupera-se e conta a Beth que Dawn não pode controlar seus oficiais, e mantém sua lealdade e moral elevadas, permitindo-lhes que eles façam o que quiserem com os pacientes, o que indica que um deles a estuprou.
Um dos policiais no hospital, Gorman (Cullen Moss), começa a assediar sexualmente Beth, mas é interrompido por Dr. Edwards. Beth questiona Dr. Edwards por que ele permanece no hospital. Dr. Edwards explica que, no rescaldo do bombardeio de Atlanta, os funcionários e agentes sobreviventes se refugiaram no hospital até que os suprimentos acabaram, e foram obrigados a aderir ao sistema que vivem no momento. Ele diz a ela que um acordo foi feito para absorver e curar os feridos, em troca de seu trabalho, e diz que não importa o quão ruins são as condições do hospital, é uma alternativa melhor do que viver fora dele.
Dr. Edwards diz a Beth dar a Gavin uma dose de clozapina, um antipsicótico atípico, que acaba matando-o. Dawn Lerner, irritada, exige saber o que aconteceu, e Noah assume a culpa. Dawn espanca Noah como forma de um castigo. Dr. Edwards insiste para Beth que ele disse a ela para dar uma dose de Gavin Clonazepam, um benzodiazepínico, ao invés de clozapina. Dawn Lerner avisa Beth que ela sabia que Noah estava mentindo, mas foi forçada a fazer dele um exemplo para o bem maior.
No dia seguinte, Beth e Noah armam um plano para escapar do hospital através do poço do elevador. Enquanto pega a chave do escritório de Dawn Lerner, Beth encontra o corpo de Joan, que cometeu suicídio. Beth é cercada por Gorman, que oferece o seu silêncio sobre a morte de Joan em troca de sexo. Beth bate-lhe na cabeça com um frasco de vidro, deixando-o machucado. Joan, que reanimou como zumbi, ataca Gorman e o morde, matando-o. Beth e Noah descem pelo poço do elevador, mas Noah cai e fere a perna, atraindo os zumbis. Noah consegue escapar, mas Beth é recapturada pelos policiais.
Dawn Lerner confronta Beth sobre a morte de Joan e Gorman. Beth diz a Dawn que as duas mortes foram o resultado do regime corrupto do hospital, e que ninguém está vindo para resgatá-los. Dawn Lerner esbofeteia Beth. Mais tarde, enquanto Dr. Edwards trata seus ferimentos, Beth revela que ela descobriu que Gavin era médico. Dr. Edwards admite que sabia que Gavin era um médico, e ele planejou sua morte, em uma tentativa de garantir que ele permaneceria útil para os oficiais, garantindo sua própria sobrevivência. Consternada, Beth depois obtém um par de tesouras com a intenção de matar o Dr. Edwards, mas é interrompida quando vê uma maca transportando Carol Peletier (Melissa McBride) para o hospital.

## Recepção
O episódio foi assistido por 14,518 milhões de espectadores americanos, com uma classificação de 7,6 pontos entre o público com idades entre 18 e 49 anos, um aumento na audiência em relação à semana anterior, que tinha 13,801 de espectadores e uma classificação de 7,0 para o mesmo público.
No Reino Unido, o episódio foi visto por 1,218 milhão de espectadores, tornando-se a transmissão de maior audiência na semana de exibição. Na Austrália, recebeu 1,090 milhão de espectadores, tornando-se o programa de transmissão a cabo de maior audiência naquele dia.